# ویلیام میلن (ورزشکار)
ویلیام میلن (انگلیسی: William Milne; ۲۳ مارس ۱۸۵۲ – ۱۶ مارس ۱۹۲۳) ورزشکار ورزش تیراندازی اهل بریتانیا بود.
وی در مسابقات کشوری و بین‌المللی در مجموع برندهٔ ۲ مدال نقره شده‌است.